# Ichthyoxenus sinensis
Ichthyoxenus sinensis är en kräftdjursart som beskrevs av Shen 1940. Ichthyoxenus sinensis ingår i släktet Ichthyoxenus och familjen Cymothoidae. Inga underarter finns listade i Catalogue of Life.